# FlashDevelop
FlashDevelop é um editor de código livre e de código aberto (licença MIT) voltado para programação de códigos em Actionscript (versões 3.0 e 2.0) e em haXe, porém permite a edição também de arquivos PHP, HTML, XML, CSS, JavaScript e de texto comum.
É possível criar projetos em Flash, AIR e Flex através dele usando o Flex SDK, podendo-se, assim, se dispensar o uso de programas proprietários como o Adobe Flash. O editor conta com um modo rápido de code-completion e de compilação (SWF/SWC).